# Bear Valley Springs
Bear Valley Springs – jednostka osadnicza w Stanach Zjednoczonych, w stanie Kalifornia, w hrabstwie Kern.